# Дипломированный чародей
«Дипломированный чародей» (англ. The Compleat Enchanter), также известный как «Истории Гарольда Ши» (англ. The Harold Shea Stories) — цикл повестей и рассказов, написанных в соавторстве американскими писателями Лайоном Спрэг де Кампом и Флетчером Прэттом в жанре «юмористическое фэнтези». Первая повесть цикла, «Ревущая труба», была опубликована в мае 1940 года журналом Unknown.
В отличие от большинства современных произведений в этом поджанре фэнтези, зачастую пародирующих работы классиков жанра (за неимением таковых в то время), «Дипломированный чародей» лишь рассматривает под юмористическим углом легендарные эпосы различных народов, а также средневековые поэмы «героического» толка.
Изначально «Дипломированный чародей» являлся трилогией повестей, объединённых общими персонажами. Спустя более чем десять лет после первой публикации авторами были написаны ещё два небольших рассказа, являющихся своего рода продолжением оригинальной сюжетной линии. Спустя ещё сорок лет Лайон Спрэг де Камп и Кристофер Сташеф попытались возродить цикл, выпустив ещё два сборника повестей о приключениях Гарольда Ши, написанных как ими самими, так и другими писателями-фантастами.

## Оригинальный цикл
Гарольд Ши (Harold Shea), психолог и научный работник Гарейденского института, совершенно не удовлетворён своей жизнью. Стремясь как-то вырваться из мира обыденности и скуки, он часто меняет хобби, то катаясь на лыжах, то занимаясь верховой ездой и фехтованием, в результате заработав славу «малость чокнутого» среди друзей и коллег. Однажды, воспользовавшись открытием своего друга и научного руководителя, доктора Рида Чалмерса, он решает отправиться в путешествие в параллельный мир. По мысли Чалмерса, существует бесконечное множество миров с бесконечным множеством вариантов законов физики, в том числе и допускающих существование магии. Среди этого бесконечного множества миров вполне могут найтись и те, которые, как принято считать, существуют только в человеческом воображении — миры, где правят бессмертные боги-олимпийцы, где события Троянской войны происходили именно так (или почти так) как описано в Илиаде. А проникнуть в эти миры очень просто — достаточно лишь положений формальной логики, призванной убедить в первую очередь самого себя, что некий мир со всеми его законами действительно существует.
Каждая из повестей и рассказов цикла «Дипломированный чародей» описывает одно из путешествий Гарольда Ши в различные миры. В повести «Ревущая труба» Гарольд вознамеривается посетить чем-то привлёкший его ирландский легендарный эпос о Кухулине и королеве Медб. Однако, похоже, в расчёты вкралась какая-то ошибка — неожиданно для себя Гарольд оказывается в мире скандинавских мифов. Рагнарёк уже не за горами, асы собираются на войну и Гарольду волей-неволей приходится к ним присоединиться.
В качестве сюжетной основы авторами повести была выбрана легенда об одном из путешествий бога грома и бури Тора в страну великанов-ётунов в поисках своего боевого молота, Мьёльнира. Странствуя в компании богов, Тора, Локи и слугой Тора, Тьяльфи, понадеявшись на принесённые из своего мира вещи, Гарольд объявляет себя могущественным колдуном (ворлоком). Однако вскоре самозваный колдун выясняет, что в этом мире револьвер не стреляет, спички не горят, а справочник для бойскаутов по выживанию в диких условиях не читается — прибыв в этот мир и каким-то образом овладев местным языком и письмом, Гарольд совершенно разучился говорить и читать по-английски. Однако вскоре Гарольду удаётся реабилитироваться — осознав законы этого мира и овладев настоящей магией, ему удаётся найти похищенный Мьёльнир и в конечном итоге значительно повысить шансы богов в грядущем Рагнарёке. В финале повести волшебница-великанша Груя с криком «Проваливай, откуда пришёл!» бросает в Гарольда комок снега и тот, к огромному изумлению разыскивающих его коллег из института, материализуется в собственной квартире.
В повести «Математика волшебства» Гарольд и Рид Чалмерс отправляются в мир «Королевы фей» — аллегорической поэмы Эдмунда Спенсера. В этом мире правит магия и законы рыцарства, доведённые до абсурда. Гарольд и Чалмерс с переменным успехом изучают закономерности и законы волшебства, попутно раскрывая заговор Ордена Магов против королевства, а Гарольд встречает свою любовь — рыжеволосую лучницу Бельфебу. В финале повести Гарольд и Бельфеба попадают в ловушку мага Долона. Гарольд применяет разработанное Чалмерсом специальное заклинание против колдунов, несмотря на предупреждение о возможных «побочных эффектах». Долон гибнет, а Гарольд и Бельфеба опять же материализуются в квартире Ши. Чалмерс остаётся в Королевстве фей со своей возлюбленной — женщиной, созданной из снега и магии, леди Флоримель.
Третья, заключительная повесть цикла, «Железный замок» основана на мире поэмы Лудовико Ариосто «Неистовый Роланд». Женившись на Бельфебе, Гарольд решает было остепениться, однако в его жизнь опять вмешивается магия. Чалмерс, путешествующий по мирам в поисках средства, способного превратить леди Флоримель в по-настоящему живого человека, попадает в плен к чародею Атланту де Карене — одному из персонажей «Неистового Роланда». Чалмерс пытается вызвать к себе на помощь Гарольда, но призывает почему-то сначала одну Бельфебу, а затем самого Гарольда, его коллег из института: доктора Уолтера Байярда, лаборанта Вацлава Полячека, а также полицейского Пита, который уже было собирался предъявить Ши обвинение в убийстве жены. Хуже того — при перемещении Бельфеба потеряла память и стала считать себя Бельфегорой — также одним из персонажей «Неистового Роланда», позаимствованного в числе многих других Эдмундом Спенсером для своей «Королевы фей». После многочисленных приключений Гарольду удаётся найти жену и вернуть ей память.
Написанные намного позже основного цикла короткие рассказы «Стена змей» и «Волшебник зелёных холмов» посвящены путешествиям Гарольда, его жены и друзей в мир финского эпоса «Калевала» и туда, куда Гарольд Ши собирался изначально, — в ирландский эпос о Кухулине и королеве Медб.

## Второй цикл
После смерти Флетчера Прэтта в 1956 году работа над «Дипломированным чародеем» была приостановлена почти на сорок лет. Де Камп отказался самостоятельно продолжить цикл, считая, что Прэтт придавал историям о Гарольде Ши некий неуловимый аромат, который он самостоятельно не мог воспроизвести. Лишь в 90-х годах XX века де Камп в сотрудничестве с Кристофером Сташефом и группой молодых писателей-фантастов решился на продолжение работы. Впрочем, разница между оригинальным и новым циклом была достаточно заметна. Написанные де Кампом в целом небезынтересные повести отражали его циничное представление о посещаемых персонажами мирах, а «магическая» сторона повествования, разнообразные казусы, в которые попадали герои при использовании волшебства (столь ярко описанные в оригинальном цикле), были отодвинуты на задний план. В то же время участвующие в проекте молодые авторы явно ориентировались на ранние работы де Кампа и Прэтта — в написанных ими повестях герои по-прежнему исследуют именно магическую составляющую посещаемых ими миров.
В новом цикле Гарольд Ши и прочие персонажи продолжают путешествовать в параллельных мирах, описанных в различных легендарных эпосах и знаменитых литературных произведениях, таких как «Путешествие на Запад», «Волшебник страны Оз», «Дон Кихот», серия романов Эдгара Берроуза о Барсуме и даже «Слово о полку Игореве». Появляются новые герои — такие как Воглинда, дочь Гарольда и Бельфебы.
В 2005 году был опубликован рассказ «Возвращение в Ксанаду» Лоуренса Уотт-Эванса, в котором герои вновь посещают мир «Кубла-хана», вскользь описанный в повести «Железный замок».

## Оценки
По словам литературоведа Брайна Аттебери, цикл объединяет в себе юмор (в том числе на уровне сюжета) и мифологию; в этом мире миф и наука похожи, формируя различные способы устройства вселенной. Авторы внешне рассматривают науку и магию как несовместимые, однако, по мнению Аттебери, юмор заключается в том, что психология, которую практикует Ши, и магия оказываются почти идентичными. По оценке Аттерери, эта схема  в дальнейшем была принята многими авторами, включая Кита Лаумера, Гордона Диксона, Кристофера Сташеффа и других.